# Natan Yonatan
Natan Yonatan (en hebreo: נָתָן יֹונָתָן‎; Kiev, Ucrania, 20 de septiembre de 1923 – Tel Aviv, Israel, 12 de marzo de 2004) fue un poeta israelí.
Sus poemas han sido traducidos del hebreo y publicados en más de una docena de idiomas, entre ellos: árabe, búlgaro, chino, neerlandés, inglés, francés, alemán, portugués, ruso, español, vietnamita y yidis.

## Biografía
Natan Yonatan nació como Nathan Klein, en Kiev, Ucrania, en 1923 y en 1925 emigró junto a su familia a Eretz Israel. Fueron de los primeros pobladores (1935), de Kfar Ma'as, un pueblo agrícola cerca de Petah Tikva.
Yonatan participó activamente en el movimiento juvenil Hashomer Hatzair y en 1945 se unió al kibutz Sarid en el valle de Jezreel. Fue miembro de Sarid durante 46 años. Desde 1991 hasta su muerte residió en los suburbios de Tel Aviv.
Tuvo dos hijos con su primera esposa Tzefira: Lior, quien cayó en acción en la guerra de Yom Kipur a los 21 años, y Ziv, músico, compositor y productor de radio. Natan Yonatan también fue padre Netta con su segunda esposa Nili. Si bien el amor y la pasión, así como el paisaje israelí, impregnaron su obra, la autenticidad de los poemas de Yonatan que lamentaban la pérdida de Lior, el terrible precio de la guerra se convirtió en el sello distintivo de este poeta.
Obtuvo títulos en Literatura Hebrea y Literatura Comparada de la Universidad Hebrea de Jerusalén, la Universidad de Tel Aviv y la Universidad de Oxford. Dio conferencias a nivel internacional, así como dentro del sistema escolar público israelí. Fue uno de los maestros de escritura creativa más eminentes de Israel y era conocido por su espíritu generoso y su deseo de fomentar nuevos talentos poéticos.
Mientras se desempeñaba como editor en jefe a largo plazo de la editorial Sifriat Poalim, también fue elegido por unanimidad como presidente de la Unión de Escritores Hebreos y representó a Israel en conferencias literarias en todo el mundo.

## Premios
- 1946 - Premio Bialik de literatura[2]
- 1960 - Premio Lamdan de literatura infantil
- 1975 - Premio del Primer Ministro de Obras Literarias Hebreas
- 1979 - Le fue otorgado el Premio Kugel por el Municipio de Holon

## Obras

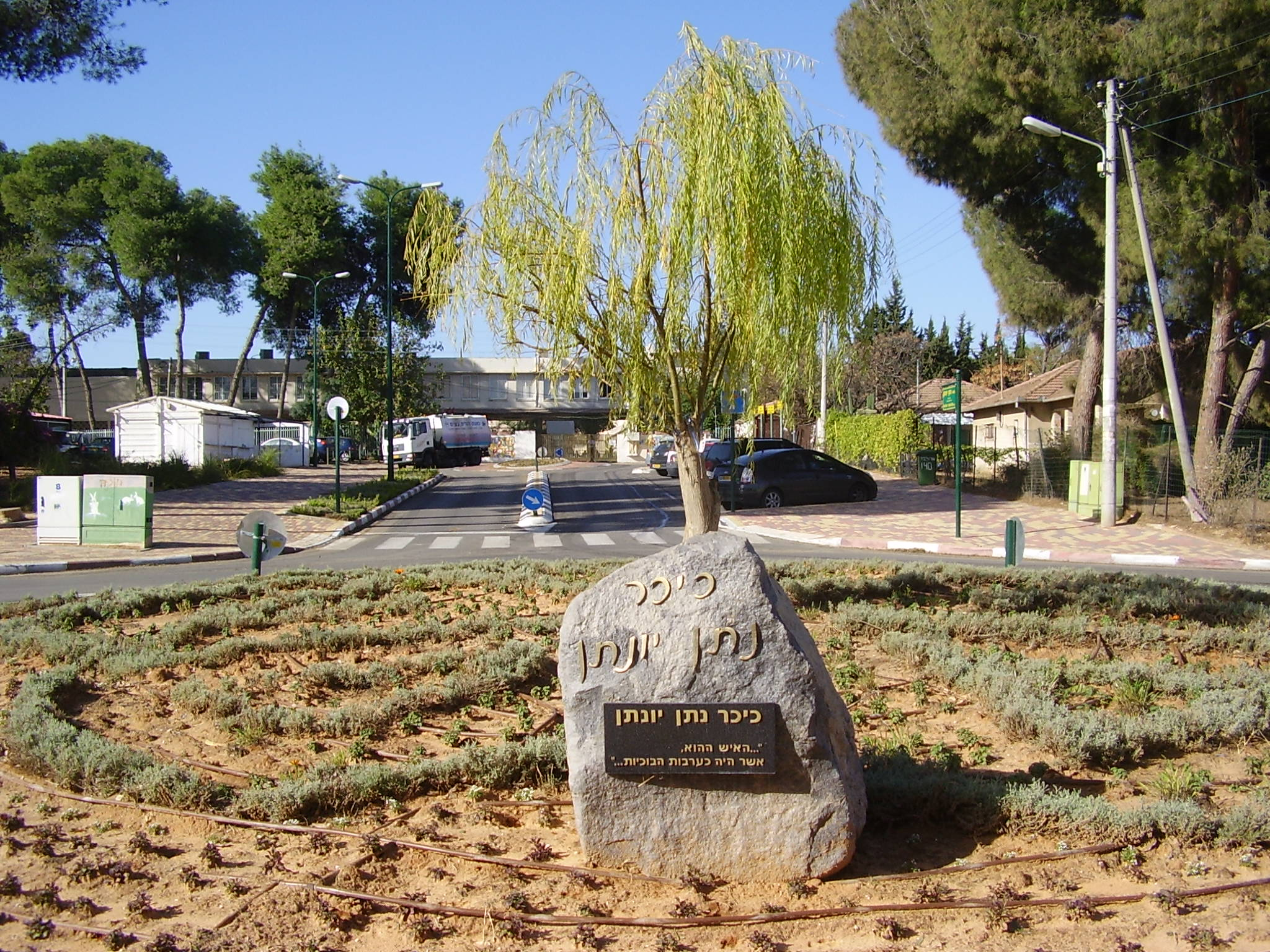
Plaza Natan Yonatan, en Yehud, Israel

Yonatan publicó su primer poema, "Cuando los barcos se hacen a la mar", durante la Segunda Guerra Mundial, en 1940 a los 16 años antes del establecimiento del Estado de Israel, y pronto se convirtió en uno de los poetas más leídos y queridos del Israel moderno. A pesar de la sutil complejidad de su uso de los muchos registros e intertextos del hebreo, el lirismo de Yonatan se presta a la composición musical. Docenas de sus poemas se han convertido en favoritos tradicionales, con música de los cantautores y compositores más destacados de Israel. Los poemas de Yonatan se cantan y transmiten en ocasiones nacionales, tanto festivas como de duelo.

## Otras lecturas
- El poema hebreo moderno (2003), ISBN 0-8143-2485-1